# Dornier Do 228
Dornier 228 é um avião bimotor turboélice STOL de uso múltiplo, construído pela Dornier GmbH (depois redenominada DASA Dornier e Fairchild-Dornier) entre 1981 e 1998. Em 1983 a Hindustan Aeronautics (HAL) comprou a licença e produziu 125 aeronaves para o mercado asiático. Em 2009, a RUAG passou a produzir o Dornier Do 228NG com fuselagem, asas e a cauda fabricadas pela HAL.

## Galeria

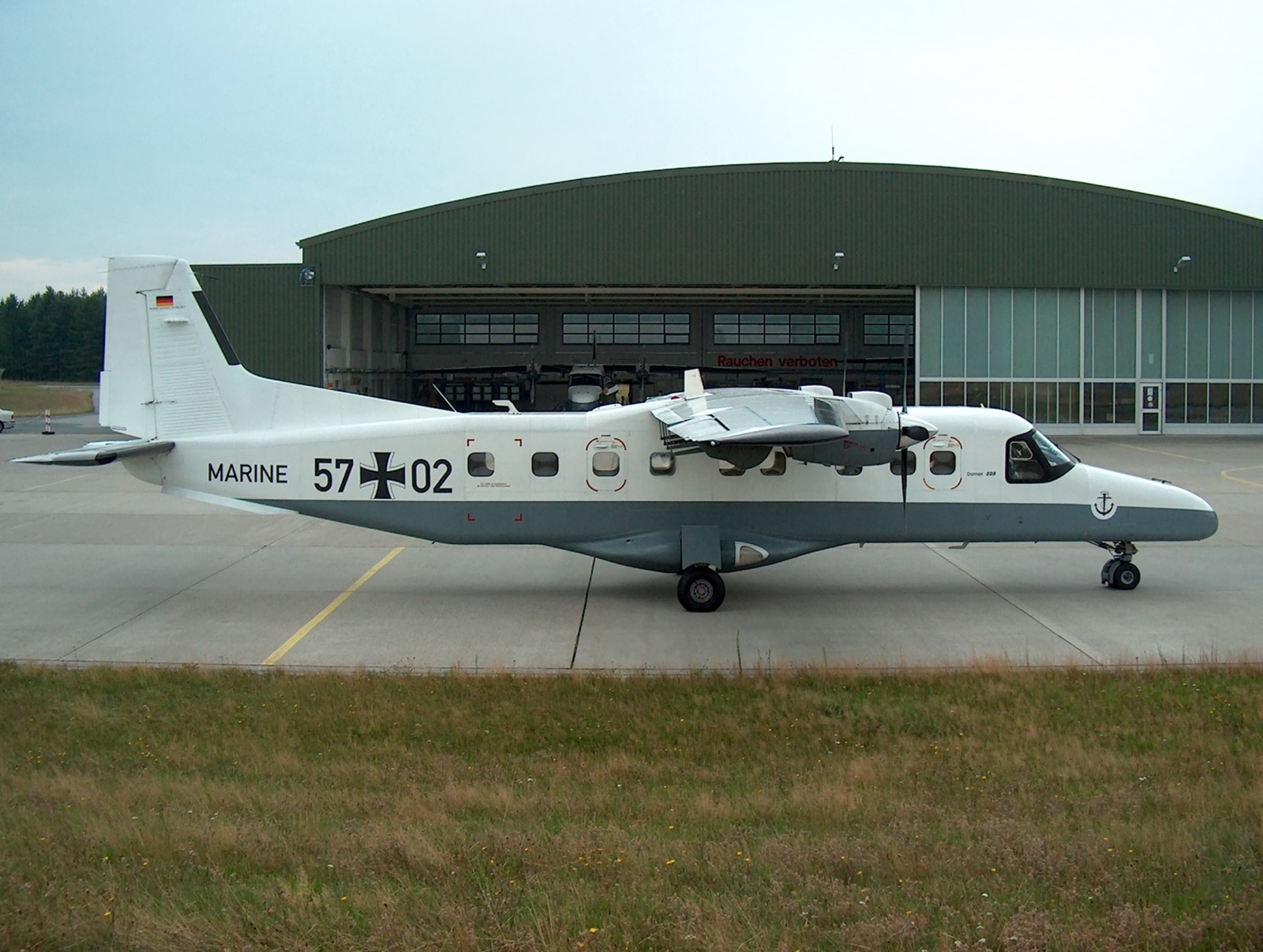
Do 228 da Marinha de Guerra Alemã com a antiga pintura exterior.
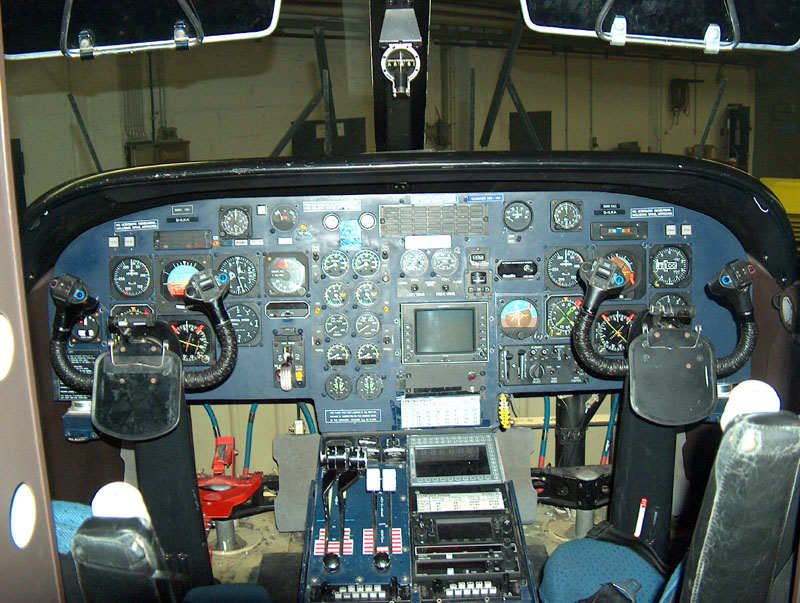
Vista dos instrumentos de voo.
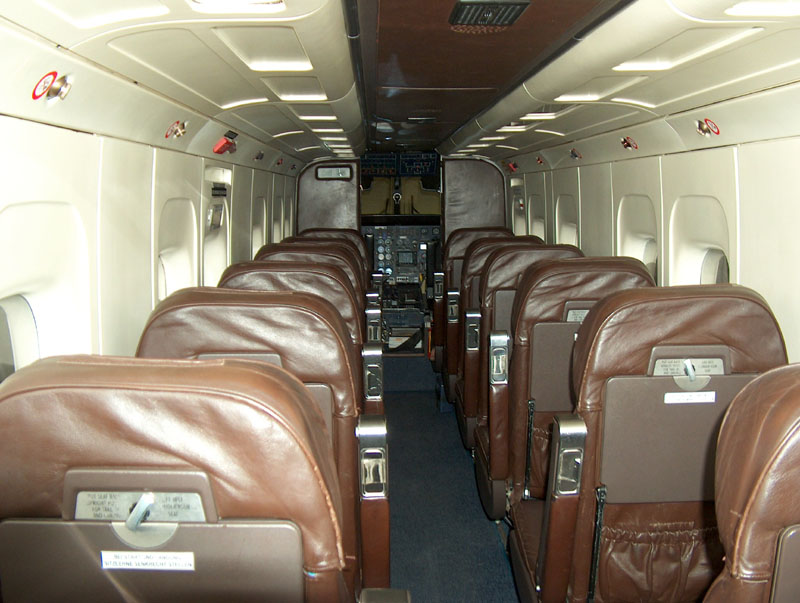
Cabine de passageiros.
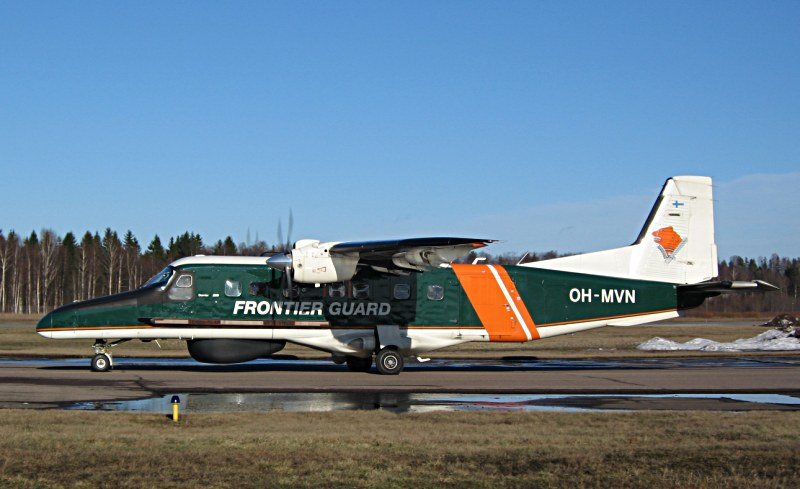
Do 228 da Guarda de Fronteiras da Finlândia
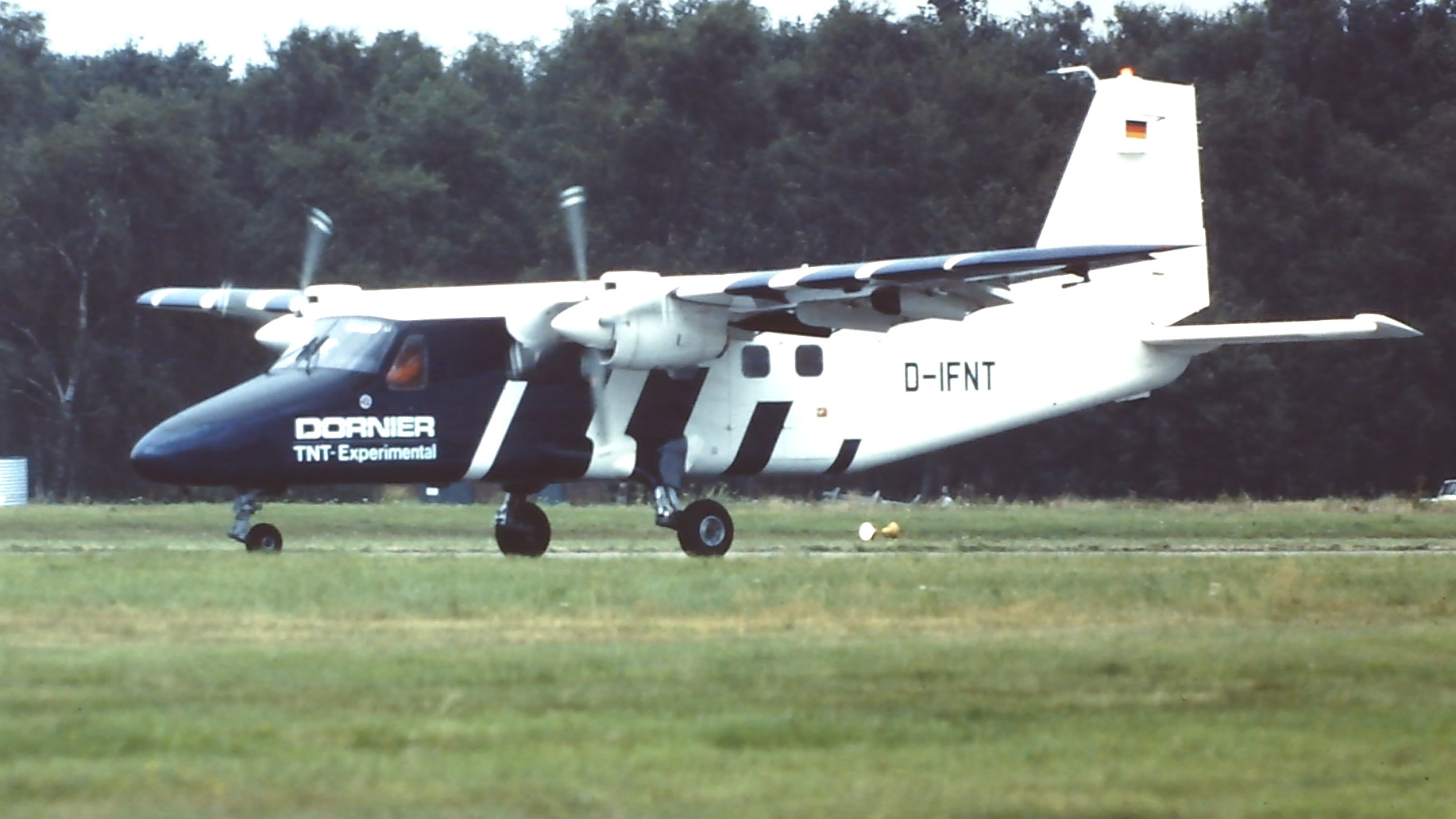
Do 28 TNT em versão experimental (1980)
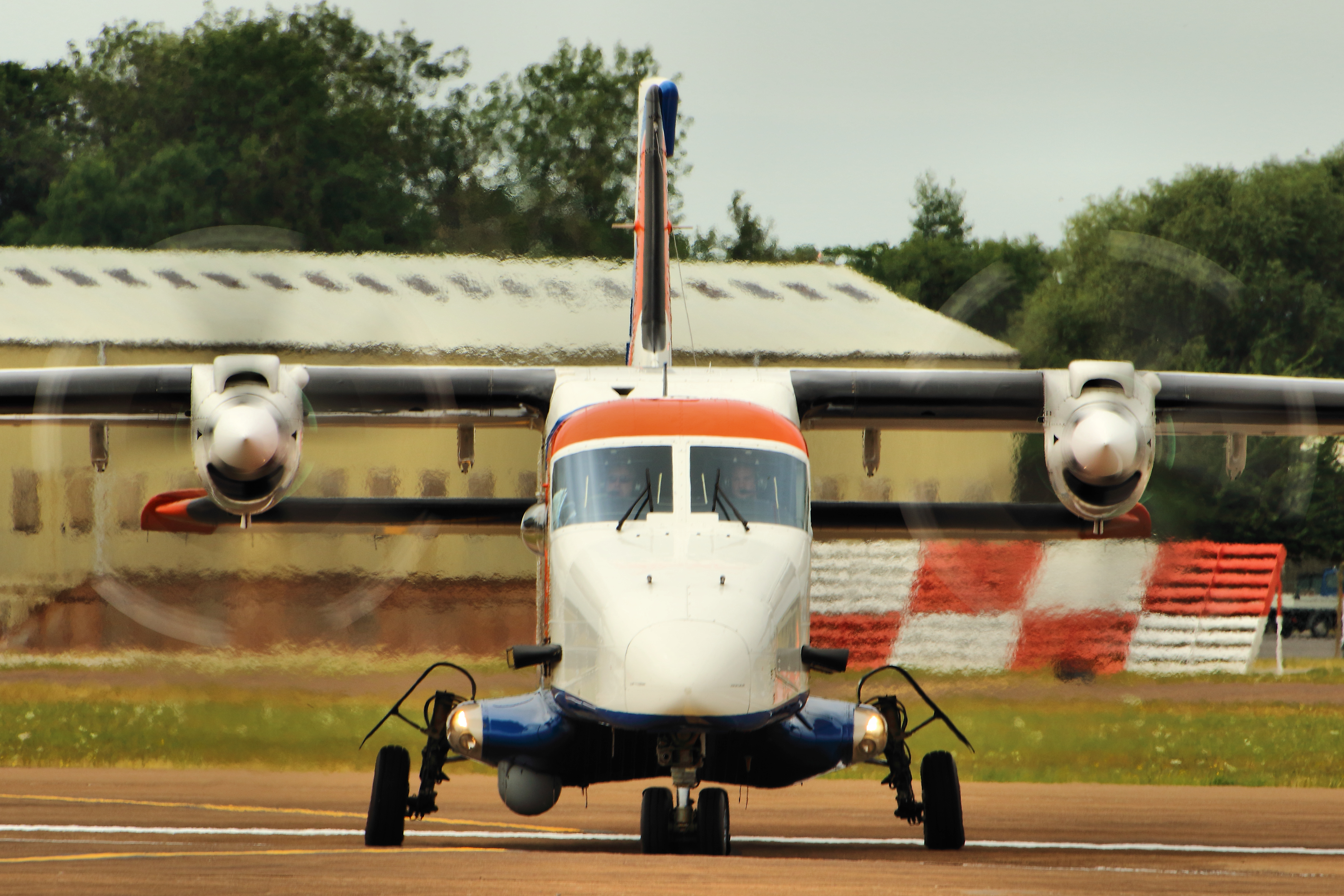
Do 228 visto de frente